# Aypate-Las Pircas-Las Limas
Aypate-Las Pircas-Las Limas es un tramo del camino inca ubicado en los países de Ecuador y Perú. El tramo fue declarado Patrimonio de la Humanidad como parte del Qhapaq Ñan, Sistema Vial Andino. Con dirección de sur a norte, proveniente de Caxas, recorre Aypate para seguir con Samanguilla en el departamento de Piura, Perú, uniendo centros administrativos y religiosos. Entre las construcciones asociadas al camino qhapap nam, con rumbo a Ecuador, se encuentra los cerros Granadillo, Balcón, la Huaca, San Miguel, Eplipe y las Pircas.
En Aypate se ha identificado una red de caminos como el qhapaq ñam que se caracteriza por ser de tierra afirmada y flanqueada de rocas, mientras que el naupa ñam es zanjada. Estos caminos se encuentran amenazados por actividad agrícola.
En la zona persiste manifestaciones culturales como prácticas rituales, peregrinaciones, danzas y gastronomía.